# Kylix (informatique)
Pour les articles homonymes, voir Kylix.
 (septembre 2012).
Si vous disposez d'ouvrages ou d'articles de référence ou si vous connaissez des sites web de qualité traitant du thème abordé ici, merci de compléter l'article en donnant les références utiles à sa vérifiabilité et en les liant à la section « Notes et références ».
Kylix est un environnement de développement intégré (IDE) sous Linux supportant le langage Pascal Objet et C++. Il s'agit d'une tentative de portage par Borland de son RAD phare Delphi et de son « petit frère » C++Builder réalisé à l'aide de Wine.
La première version est sortie début 2001, un peu jeune ; une deuxième a suivi très vite ; la troisième et dernière version (Kylix 3) est sortie en juillet 2002. Kylix a par la suite été totalement abandonné par Borland, du fait officiellement des faibles retombées économiques du produit.
C'était un produit très proche de Delphi : même principe, même interface, fonctionnant sous Linux et permettant de créer des programmes pour ce système. Le même code source pouvait en théorie être compilé sous Linux et Windows (respectivement avec Kylix et Delphi) grâce à l'utilisation de la bibliothèque objet CLX qui s'appuie sur la bibliothèque graphique Qt.
Il existait une version en téléchargement gratuit, permettant d'écrire des programmes sous licence GPL. 
Les projets initialement développés sous Kylix ont ainsi dû se tourner vers la solution Lazarus, concurrent libre et suivi de Kylix.